# イーグル (漫画)
『イーグル』は、かわぐちかいじの政治漫画。1998年から2001年まで『ビッグコミック』（小学館）で連載された。単行本は小学館（ビッグコミックス）から全11巻が刊行された。

## 概要
アメリカ大統領選挙での初の日系人大統領候補と彼を取材に来た日本の新聞記者との出会いや選挙活動のリアリティー、そして記者の出生の秘密などを描く。作中では、アメリカ合衆国が抱えている様々な問題を提示し、それに対する政策が模索されている。
単行本はアメリカ合衆国でも出版されている。

## あらすじ
沖縄出身の新聞記者・城鷹志は、女で一つで育ててくれた母を事故で亡くし、天涯孤独で悲しみにくれながらもワシントンD.C.への異動を命じられる。そこで、アメリカ大統領選挙における候補者の1人、日系アメリカ人ケネス・ヤマオカ民主党上院議員の取材に当たることになる。
だが、ケネスから「城の父親が彼自身であること」が伝えられ、鷹志は大きな衝撃を受ける。尊敬に値する人間性と経歴を兼ね揃えたケネスであったが、長年にわたって母と自分を捨てた実父に嫌悪感を隠せない鷹志は、選挙戦を通じてケネスの全てを逃さず記事にしようとする。
ケネスは様々な政策を掲げたり、あらゆる手段を用いることでアメリカ中の注目を集め、アメリカ合衆国副大統領・アルバート・ノアを予備選挙で下し、大統領選挙を勝ち進んでいく。一方、鷹志はケネスの養女 レイチェル・ヤマオカに互いに惹かれるようになり、恋愛関係となる。
しかし、その裏側で、「鷹志の母の事故にケネスが関係しているのではないか？」という疑惑が浮かびあがり、その疑惑は色濃さを増していく。やがて母の殺害したのは、ケネスの妻・パトリシアかとも思われた……。だが、彼女の父であり、ケネスの義父であるウィリアム・ハンプトンこそが主犯であることが判明した直後に、ウィリアムは自ら操縦桿を握った飛行機で事故死してしまう。
その後、ケネスによって過去が語られる。高校卒業後に海兵隊に入ったケネスは、沖縄の地で富子と出会い、惹かれあった二人は身体を重ねる。その後、ベトナム戦争を体験して生き残ったケネスは、「戦争という愚行をこの世から消し去らなければならない。そのために、私はアメリカ大統領になる」と、富子に別れの手紙を出していたのだ。
大統領選に勝利したケネスに、鷹志は「大統領として、世界に対する責任をどう果たしていくのか見つめ続け、4年後にもう1冊を出版する」と宣言し、理念に反する場合には4年後の大統領再選を阻止すると告げる。その後、鷹志はレイチェルに愛を告げて「4年後に迎えに来る」と約束したところで、物語は終わりを告げる。

## 登場人物

### メインキャラクター
城鷹志（じょう たかし）
本編の主人公。沖縄県出身の毎朝新聞記者。1973年1月生まれ。
母子家庭で育ち、母を亡くしてから天涯孤独の身に。毎朝新聞では地方版でベタ記事を書いていたが、ワシントンD.C.への人事異動を命じられ、大統領選挙でケネスの密着取材に抜擢される。密着取材の開始から程なくしてケネスから父親の名乗りを受け、大きな衝撃を受けるが、やがて取材を進める中ケネスの養女で自分とは血の繋がらない妹であるレイチェルと恋に落ち、結ばれる。また、血の繋がった異母弟のアレックスとも友情を深めていく。大統領選挙後に、ケネス候補の密着取材における本を書くことになっている。
ケネス・ヤマオカ
本編の主人公。アメリカの次期大統領候補者で日系三世の民主党上院議員（ニューヨーク州選出）。ワシントン州シアトル出身。
ベトナム戦争で戦死した兄・ジョセフのために自らも海兵隊に志願入隊してベトナム戦争に従軍した。ベトナムへの移動中途の1972年3月に本土復帰を控えた沖縄で城富子と出会い、恋に落ちたことがあった。ベトナム戦争では重傷を負うも、生還を果たして帰還。その後はイェール大学を首席で卒業。卒業直後のヨーロッパ旅行では、帰国後のFBIの徹底監視というリスクを覚悟しながらも、共産圏の人々が何を考えるのか知りたいために、プラハの春がつぶされたチェコスロバキアなどにも入国した。大富豪ハンプトン家の令嬢のパトリシアと結婚。妻パトリシアと共にニューヨークに法律事務所を構え、全米で屈指の実力派弁護士として名声を上げ、それを背景に1990年に政界進出を果たす。
大統領選挙で銃規制や人種差別撤廃及び本土防衛以外の交戦禁止とそれによる全ての海外駐留米軍の撤退及び国連軍の増強などを主張。日本から取材にやって来た鷹志にお前の父親だと名乗る。

### ケネス陣営
アーサー・マッコイ
ケネスの大統領選挙対策本部長。ニューヨーク州ニューヨーク出身で黒人。
ベトナム戦争の頃はアメリカ陸軍の衛生兵として、ヘリコプターを用いての負傷兵の治療・後送（通称ダスト・オフ）に当たっていたところを、瀕死の重傷を負ったケネスと出会う。そしてケネスからヘリの騒音でハッキリとは聞こえなかったものの、富子への伝言らしきものを耳にした。終戦後はベトナム帰還兵におちぶれ、職を転々としながらヤケ酒を煽った挙句、妻子に逃げられる始末だったが、弁護士として活躍していたケネスと再会し、政界入りするケネスの夢に付き合うようになる。ケネスの上院議員選挙の初めての立候補でニューヨーク市長への挨拶回りしている頃からケネスの側近となり、ケネスの右腕として活躍する。
ジョージ・タクト
全米一の選挙コンサルタント。
選挙においてケネスの有力な人物となる。元々は共和党専門の選挙コンサルタントだったが、ケネスとノアの教育政策をめぐる討論を見て、ケネスの当選を確信して陣営に入る。ケネスの大統領選のキャッチコピー「21世紀への移民」や対立候補のネガティブキャンペーンを考案した。政権内部の演説原稿を発表前に一言一句まで入手するほどの情報ルートを持つ。政治家の政策や信念に興味を持たない純粋な選挙コンサルタントだが、ケネスの政策や手腕を目の当たりにして、「ケネスの底力はすごい」「奴が俺の商売敵でなくてよかった」とアーサー達とは違った方向から賞賛した。
彼自身は政治家ではないものの、アメリカの政策やアメリカが抱える人種差別問題といった数々の問題点には詳しい。
ジョン
ケネスの大統領選挙対策本部スタッフ。スケジュール管理を担当。
予備選序盤では昼食会のダブルブッキングという失態を犯すが、それ以降は順調に仕事を進めている。ニューヨーク州予備選でケネスが初の得票率トップに輝いた時は、パーティーの席で出席者一同を前に発表した。
サラ
ケネスの大統領選挙対策本部スタッフ。黒人女性。
服装のコーディネーターを務めており、彼女曰く「ケネスにどんな服が合うか、パトリシアより詳しい」とのこと。ケネスや鷹志に対して1人の男性として好意を抱いているが、当の2人がそれぞれ意中の女性がいるので傍観者止まり。ただし、鷹志とレイチェルの恋については背中を押す言動をした。
ロベルト・デュラン
ケネスの大統領選挙対策本部スタッフ。1958年6月12日生まれ。カナダのケベック出身。
大統領選挙においては情報調査を担当しており、対立候補ゴールドブラムのスキャンダル疑惑や、ユーイング総労組におけるコズリョフとザマルの対立について調べ上げた。
カナダ陸軍に在籍経験があり、特殊部隊に所属していた。退役後は信用調査会社やファースト・アメリカン・バンク調査部での勤務を経て、ケネスの大統領選挙事務所に入所した。

### ケネスの家族
パトリシア・ハンプトン・ヤマオカ
大富豪・ハンプトン家の長女でケネスの妻。マサチューセッツ州ボストン出身。
弁護士であり夫ケネスと共にニューヨークに法律事務所を構えている。ホリヨーク大学法学部在籍時に兄の紹介でケネスを知り、ケネスと交際するにつれてケネスの視線の先に自分の目指すものがあると感じてプロポーズをしてケネスと結婚。ケネスとの間に息子のアレックスを儲け、レイチェルを養女として育てている。
大統領選挙では次期ファーストレディになるための女性層を中心に活動をしている。
鷹志がケネスの隠し子であることを知っており、亡き富子に激しく嫉妬する。当初はケネスがアレックスを差し置いて鷹志を後継者にするのではと感じていたが、鷹志とレイチェルの恋、アレックスとの友情を目撃して以降、次第に鷹志が何らかの思惑で近づいて来たと思うようになった。
レイチェル・ヤマオカ
ケネスとパトリシアの養女。大統領選挙で養父・ケネスの選挙プレスを担当。ジョージタウン大学に在学中。
キューバからの難民であるマリアの実子でありヒスパニック。生誕2ヶ月後にケネスの養子となる。
ワシントン支局への異動で渡米してきた鷹志と出会い、義兄であることは知らず、恋に落ちる。キューバ系の血を引く自分の境遇をケネスとパトリシアから教えられて育ったためか、精神的に力強い反面、メキシコなどから来るヒスパニック層の現状に対して複雑な思いを抱いている。
職場ではケネスとは父娘ではなく、上司と部下として接するようしており、この時は彼の事を「ボス」と呼んでいる。そのため鷹志は出会った当初、彼女とケネスの関係に気付かなかった。
アレックス・ヤマオカ
ケネスとパトリシアの息子。
ハーバード大学に在学中。大統領選挙でケネスにスタッフとして参加している。
政治的野心を持つ父・ケネスにコンプレックスを抱き、巨大すぎる父の幻影に押しつぶされそうになっている。一方でケネスに自らを認めさせようと、かつてマスコミを騒がせた現職副大統領ノアに対する献金疑惑の調査しているが、選挙戦序盤では不利な現状から「ノアにミサイルを撃っても、Uターンして返ってくる」と反対され、マスコミにノアを叩く武器として公表するには至らなかった。鷹志とは異母兄弟であるが、アレックスはそのことを知らないものの、民主党大統領予備選候補者たちの公開討論会を目前にしたバーでの一件から鷹志と友情を結び、鷹志本人の意向により呼び方を「Mr.ジョウ」から「タカシ」へ改めた。
ジョセフ・ヤマオカ
ケネスの兄。
秀才で花形フットボール選手であったため、ケネスに尊敬される程人望が厚かった。ケネスと同じイェール大学を卒業の際に大学院に進学すれば徴兵されずにすんだが、国民の義務を果たすとしてアメリカ陸軍からベトナム戦争に徴兵されて、ベトナムで戦死。壮行会では高校時代の友人達や地元シアトル日系人社会からも多くの人々が集まったが、アメリカに大義がないと言われていたベトナム戦争への出征に悩んでいた本心をケネスに打ち明けていた。
死後に雨の降る中で、ケネス達家族が見守る中陸軍式の葬儀が行われ、埋葬された。その後はシアトルのヤマオカ家の中に、陸軍の制服に身を包んだジョセフの遺影が飾られている。
最終階級は陸軍少尉だが、ジョセフ本人は士官学校に入っていないので、戦死による2階級特進で得た階級の模様。
エリザベス・マクラウド
ケネスの姉。
ジョセフの戦死で反対する家族の中で唯一、不本意ながらもケネスのベトナム出征を許した人物。ケネスに生還して戦場での実態を伝えてくれることを約束していた。ケネスが重傷を負ったときは家族を代表して赴き、そこでケネスが「自分の力で」一命を取り留める場面に直面した。現在は夫の仕事でニューヨークのブルックリンに在住している。取材に訪れた鷹志にケネスとジョセフの話をした。
チャールズ・ハンプトン
ファースト・アメリカン・バンク頭取。ウィリアムの長男でパトリシアの兄。ボストン出身。
ケネスとはイェール大学時代で寮の同室だった時からの親友。パトリシアとケネスが出会うきっかけを作った人物でもある。負けず嫌いな性格だが、大学時代では珍しく家族に対して、ケネスのことをすごい奴だと語っていた。
ウィリアム・ハンプトン
ファースト・アメリカン・バンク会長。パトリシアとチャールズの父。
冷静な市場判断と大胆な投資で常にアメリカ金融界をリードしていた業界の大物。チャールズが「大統領にだってなれる男」と評したケネスとバルコニーで一対一で語らい、パトリシアとの結婚を認めた。20世紀型世界経済の枠組みを根幹から変える世界単一市場への改革を夢見ている。
ジュリー・ハンプトン
ウィリアムの妻でパトリシアとチャールズの母。
控えめな性格で、お淑やかな上流階級の夫人の典型的な存在。
ウィリアム・ハンプトン一世
ハンプトン家の始祖でファースト・アメリカン・バンクの創業者。
ボストンに移民としてアメリカに移住した後は若くして財をなし、ボストン茶会事件やアメリカ独立戦争で大きな役割を果たす。その偉大さからボストンのハンプトン邸には彼の肖像画が飾られている。レイチェルは養女という出生のためか、この肖像画を見るときだけはハンプトン家に違和感を覚えてしまうと鷹志に語った。
ジョージ・ヤマオカ
ヤマオカ家の大黒柱でケネスを含む二男二女の父。アレックスとレイチェル、そして鷹志の祖父に当たる。シアトル出身。
現役時代は貿易会社の経営をしていた。日系移民1世の父の苦労を見てきたからか、移民2世が遊んでいたら申し訳ないと定年後も精力的に活動している。家族と日系移民としての誇りを大事にする男。
キャサリン・ヤマオカ
ジョージの妻でケネスを含む二男二女の母。アレックスとレイチェル、そして鷹志の祖母に当たる。
戦死した息子ジョセフに続いて、さらにもう一人の息子ケネスがベトナム戦争最前線の従軍意思を曲げなかった際に号泣してしまう。息子の養子であるレイチェルにも孫として接している。
山岡重吉
広島からシアトルに移民してきた日系移民一世（広島県人の移民）。ケネスとエリザベスと死んだジョセフの祖父で、ジョージの父。
シアトルの日本人街で小さな商店を開き、次々に来る日本移民を相手に、日用雑貨の商いや宿の世話や仕事の世話をしていた。
孫娘エリザベスは取材に訪れた鷹志に、祖父が広島出身であると話し、鷹志はシアトルにて重吉以来3代続くヤマオカ家の歴史が染み込んだ家に感動した。

### ノア陣営
アルバート・ノア
現職アメリカ合衆国副大統領。2期目。ワシントンD.C.近郊のヴァージニア州アレキサンドリア出身。愛称はアル。
情報スーパーハイウェイ構想を提唱。バランス感覚があり誠実な人柄が尊敬されている。ケネスと同じく次期大統領候補者で民主党大統領候補をめぐり、ケネスと予備選挙で激戦を繰り広げる。上院議員経験があるが、かつて息子の闘病においては家庭に不安を抱えたまま公務に全力を注げないとして辞職したこともある。
モデルはモデルはビル・クリントン政権下で副大統領を務めたアル・ゴア。
アンドリュー・ウォルシュ
副大統領首席補佐官。愛称はアンディ。
ノア陣営のNo.2として彼を支える。ローゼンバーグとは良き相棒の関係。ノアが、ケネスが自分を副大統領に望んでいることを察した時、そのことを最初に打ち明けられた。
ディヴィッド・ローゼンバーグ
副大統領経済担当補佐官。
ノア陣営のスタッフの一人。アンディとは良き相棒の関係。ノアが予備選で苦戦を強いられたときに、ケネスのスキャンダルに関する情報を仕入れ、ノアの許可を受けてヤマオカ陣営にスキャンダル攻勢をかける。

### 政治家関連
リチャード・グラント
コロラド州出身の共和党上院議員で共和党大統領候補。
空軍出身でベトナム戦争におけるエース・パイロットでアポロ計画においてアポロ15号で月に降り立ったこともあるアメリカの国民的英雄。航空及び宇宙産業や軍部、退役軍人団体とは太いパイプを持っている。
可能のモデルは元宇宙飛行士、オハイオ州民主党上院議員ジョン・ハーシェル・グレン。
ビル・クライトン
現職アメリカ合衆国大統領。2期目。
アーカンソー州知事から大統領となり、2期目の大統領選でもスキャンダルに塗れながら再選された。判断に迷った時はより積極的な案を採用してきたが、一方で自らの醜聞から衆目をそらす為に平和維持の名目で空爆を命じたとも言われた。
大統領予備選においてはヤマオカと話し合い、妻のエラリーを副大統領候補に承諾させ、民主党特別代議員にヤマオカに投票するよう働きかけている。
モデルは第42代アメリカ合衆国大統領ビル・クリントン。
エラリー・クライトン
ビルの妻でファーストレディ。
健康保険制度の改革に取り組むなどのファーストレディとして政治運動を展開しており、知名度が高い人物である。一方でファーストレディが大統領の人気取りでしかない限界も感じている。政治的野心が強く、夫の度重なるスキャンダルにも賢夫人を演じて支え、夫の計らいで副大統領候補者を目指し、そこからステップアップして大統領職を狙う。パトリシアとは同じ大学の出身。大学創立以来の秀才といわれ、ベトナム反戦運動で揺れる中で学生会長として大活躍をした。弁護士としても第一線で活躍。
モデルはビル・クリントンの妻ヒラリー・クリントン。
ビル・ゴールドブラム
ネバダ州知事で民主党予備選候補者。
民主党大統領予備選では「家族の再建」をスローガンに掲げて「よき父」のイメージを売りしている。ネバダ州やテキサス州の民主党支持者を得票源としており、序盤では支持率2位だった。今までスキャンダルは皆無だったが、選挙中に女性選挙スタッフとの愛人疑惑が浮上し、対応に際して危機管理能力の無さが露呈して支持率が急落する。
ウーズマン
ジョージア州出身の民主党上院議員で民主党予備選候補者。
民主党大統領予備選序盤ではゴールドブラムやケネスを下回る場末候補であり、ゴールドブラムの支持率急落後も、地元のジョージア州の投票でノアに次ぐ2位だったこと以外は3位以下続きであった。現職大統領のクライトンに借りがある。
ギルバート・ブラックバーン
ニューヨーク市長。
在任は20年近くに及ぶ。黒人。異名は「ニューヨークの帝王」「キング・B・B」。
あらゆる民族との太いパイプを背景にのし上がってきた政治駆け引きの天才。2期目の市長選当時に、ブロンクスの土地再開発計画をめぐる行政訴訟で弁護士だったケネスと争い、敗訴した。それ以降確執があるものの、ケネスが上院選に立候補した際は、妥協して選挙協力をしている。市長在任期間中は犯罪撲滅に手腕を発揮している。
モデルは唯一の黒人市長であったデイヴィッド・ディンキンズ。
ビリー・グラハム
民主党上院院内総務。
大統領選挙では民主党選対委員長としてイリノイ州シカゴで開かれた民主党大会の議長役を務める。特別代議員のとりまとめをノアに一本化するために動いている。ケネスが大規模軍縮を公約した後、党内右派の反発を憂慮して撤回を迫る。
アルバート・ノア・シニア
元ヴァージニア州選出上院議員。ノアの父。
現在はアレキサンドリアの大学にて客員教授を務める。かつて上院議員選挙に敗北し、2度目の出馬を決めるかどうかを悩んでいた時、当時高校生だったノアが生徒会長戦に立候補する演説を聞いて、落選への恐れを克服し出馬。結果当選し以後は、4期24年間にわたって上院議員としての責務を果たした。

### その他
ドン・テイラー
テキサス・フーズ・カンパニー会長。テキサス州の大牧場の経営者。
穀物生産者組合の実力者であり、テキサス州をはじめとする南部を中心に強い影響力を持つ。ケネスと同い年、テキサス大学時代はフットボールのクォーターバックというポジションなど、幾つかの共通点を持つ。「テキサスの男はいつも夢に挑戦しなければならない」をモットーに夢を実現するために大統領候補擁立を目指している。この点について息子のマークから「何で父さんは大統領にならないの？」と質問された際には「大統領は8年しか務められないが、俺の夢は大きすぎて8年じゃ叶えられないから、自分の大統領を作ることにした」と語っている。
ケネスがベトナムにて瀕死の重傷を負ったのと同じく、少年時代に本人曰く「死に損なった」ことがあると語る。大牧場の御曹司として育てられた境遇への反発から、学校の授業で出たテキサスの南にあるメキシコとの国境線に興味を持ち、生まれて初めての本格的な家出を実行。メキシコ国境に向けてひたすら歩き続けるが水も食料も底を突いて朦朧とする意識の中、テイラーは心躍るメキシコへの旅の果てに不思議といい気分であった。結局は父親の手配した捜索隊に救助されるが、遭難地点は、未だ父親の広大な牧場の敷地内であった。
サム
テイラー牧場の牧童。
かつては札付きの不良だったが、テイラーに一人前の牧童に育ててもらったことから彼を慕っている。テキサスの牧童たちのたまり場の店であるスター・カフェにケネスが現れた当初は銃規制を訴えるケネスに他の牧童同様反感を抱くも、次第にケネス支持に傾いていく。
ウィリス
U.S.グレイン社社長。愛称はウィリー。
穀物生産者組合の実力者で、テイラーのビジネスパートナー。南部諸州同日選挙を前に民主党候補の誰を支持するかが定まらず不安になっている。
マイケル・コズリョフ
ワシントン州シアトルに工場がある航空産業ユーイング社労働組合委員長。ポーランド系移民2世で、ポーランド名はミハイル・ミハイロビッチ・コズリョフ。
父親が目に障害を持っているため、少年時代から下級労働者として労働に従事。労組職員となり労組の枠を超えて組合員のために地道に自分の名前を広めながら労組幹部にのし上がってきた。ユーイング労組を背景にアメリカ労働総同盟代表になることを夢見ている。精力的に組合員のために活動しているため組合員からの信頼は厚く、労組委員長として一日100件以上の組合員の陳情を自分で捌くと言われるカリスマ性がある人物。共和党支持者として、ユーイング労組のまとめ役となっているが、裏では副委員長のザマルと熾烈な主導権争いを繰り広げている。過去の出自から富裕層の家系に生まれたケネスのことを嫌っていた。
アフメド・ザマル
ワシントン州シアトルに工場がある航空産業ユーイング社労働組合副委員長。トルコ系移民。
過去にユーイング技術部に在籍していたエリート技術者出身。委員長のコズリョフとは熾烈な主導権争いを繰り広げている。
マリア・ステファーノ
レイチェルの実母。1962年生まれ。マイアミの酒場で働いている。キューバ出身。
1978年にキューバから難民船で渡米し、1979年にアメリカ国籍を取得。売春と麻薬で逮捕歴が3回ある。夫に対する離婚訴訟はケネスが担当した。ノア陣営に引き取られたことで彼らにケネスの政治スキャンダルの手駒として利用され、レイチェルがケネスの隠し子ではないかと疑われる。ケネスに対して生まれて初めての燃えるような恋心を抱いていた。
ウォルター・クロンダイク
シカゴ・トリビューン紙の名コラムニスト。アメリカ言論界の伝説。
ハリー・S・トルーマンの時代からアメリカの政治を見続けてきた人物。マリアのスキャンダルを暴いた鷹志を賞賛し、エラリーを副大統領候補にする動きを見せるケネスの本意と、白人層が多数派でなくなりつつあるアメリカが行き着く先を語り合った。また、「クロンダイク・アワー」という対談番組を有しており、グラントとの対談を行った。
ゲイリー・ケリガン
国際連合平和維持軍最高顧問。アメリカ海兵隊少将のち中将。
ベトナム戦争時は中尉の階級でC中隊の中隊長であり、ベトナム戦争時のケネスの上官であった。戦場では冷静な判断を下す歴戦の軍人だったが、一方で一人きりの時に戦死者の前でベトナム戦争を下らないと言い切っており戦争の本質を見切っていた。政治家を嫌っていたが、ケネスから国家安全保障担当大統領補佐官のポストを引き受けるよう依頼され、またグラントからもアメリカ軍最前線である第12海兵師団長のポストの後任を依頼される。
クルーニー
ケネスの護衛責任者を務める刑事。階級は警部。南部ミズーリ州出身。
人種差別が根強い州に生まれたため、人種差別自体には否定的だが、それに起因した冤罪事件が原因で白人女性レイプ犯の汚名を着せられた黒人の親友と、彼の事を気にかけていた小さな田舎町の警察署長だった父を失った苦い過去を持つため人種差別の根絶は不可能と諦めている。白人アメリカ人の一般認識について鷹志には「日本人もベトナム人も同じアジア人に見える」と語っている。
サイモン・ジョーンズ
ジョージア州在住の銀行員。妻子がいる白人。
大統領選挙でのケネスの躍進の中で、白人としての意識から有色人種の大統領誕生に嫌悪感を抱き、ジョージア州のケネスの演説会では、新聞に銃をしのばせる中で警察のボディーチェックをすり抜けて入場し、ケネスに対して発砲を目論む。
前科や人種差別団体との関連はないとされている。
ダニエル・ニコルズ
25年のキャリアを持つフリーの政治記者。ユタ州出身。
記者としての取材能力はあるものの、名声を得る機会を得られず、一流記者（アンカーマン）の資料集め要員（データマン）という境遇だった。妻とはずいぶん昔に別れ、政治記者を続けていた。
ケネスと鷹志の親子関係を見抜き、そのことに関する本を出版して名声を獲得することを目論み、最後に重要人物である鷹志に接触する。金で動かされず、ジャーナリストとしての野心がある人物。

### その他（日本）
城富子（じょう とみこ）
鷹志の母。
3歳の頃に、当時の沖縄では儲かる裏仕事であった、米軍基地の演習場から不発弾を掘り出してクズ鉄屋に売る危険な仕事に手を出した両親を、不発弾の爆発で亡くしたが、沖縄で小料理屋を一人で切り盛りしながら息子の鷹志を女手一つで育て上げた。しかし、鷹志の渡米直前にガス漏れによる一酸化炭素中毒で他界する。かつて、飲み屋で働いていた本土復帰直前の頃に一人のアメリカ海兵隊員と恋に落ちて彼の子（鷹志）を孕む。また鷹志に父親のことについては余り語ろうとはせず、最後に直接語らった際に鷹志が問い詰めても返ってきた返事は「お前が結婚したら、教えるつもり」だった。
葬儀の後、彼女の遺骨は生前に鷹志に語っていた希望通りに「鷹志の父親（すなわちケネス）のいるアメリカと繋がっている海」へと散骨され、遺骨の一片は鷹志が大切に肌身離さず器に入れられた状態で身に着けている。
自宅の茶箪笥の上にアメリカ海兵隊員と写した写真を飾っていたが、事件後姿を消してしまう。この写真が、鷹志に富子の死に対する疑惑を抱くきっかけになる。
具志川（ぐしかわ）
沖縄県警金武警察署の刑事。
城富子の事故死を息子の鷹志に知らせた人物。鷹志の依頼で富子の死の真相を調べる。なお、富子の営む小料理屋「とみ子」には客として何度か訪れたことがあり、ゴーヤーチャンプルーがお気に入りだった。
渡嘉敷ノブ（とかしき のぶ）
鷹志の実家である小料理屋「とみ子」の隣人。
富子・鷹志母子と古くから親交があった。富子の遺体の第一発見者。
野々村（ののむら）
毎朝新聞ワシントン総支局の記者。
鷹志のアメリカにおける先輩。大統領予備選でケネスがニューハンプシャー州の善戦をして、東京本社からの特集依頼が来た際に、独占密着取材をしていた鷹志から情報を聞き出そうとする。選挙中は記事を書かない約束のために内幕を明かさなかった鷹志に「ヤマオカの先棒を担ぎにいったのか! その前に毎朝新聞の記者ということを忘れるな」と怒鳴った。

## その他
- 本作の連載が終了した2001年から7年後の2008年のアメリカ大統領選挙で黒人のバラク・オバマが当選し、2009年にアメリカ政治史初の有色人種の大統領が誕生した。
- 2010年から2011年にかけて放映されたKBSのテレビドラマ『プレジデント』は本作を原案とし、舞台その他を韓国に移して製作された作品である[1]。